# オバケのQ太郎
- 藤子不二雄 > 連載 > オバケのQ太郎

『オバケのQ太郎』（オバケのQたろう）は、藤子不二雄（藤本弘と安孫子素雄）による日本のギャグ漫画作品。ごく普通の家庭に住み着いたオバケが引き起こす騒動を面白おかしく描いた藤子流生活ギャグ漫画の原点にして、藤子漫画の代表作の一つ。3度テレビアニメシリーズ化されている。『オバQ』と省略されて呼ばれることも多い。

## 概要
1964年に連載が開始され、1965年にアニメ化されたことで「オバQブーム」と呼ばれる社会現象を巻き起こした。藤子はこれを機に「ギャグ漫画の藤子不二雄」として社会に広く認知されるようになった。漫画連載とアニメ放送は1967年に『パーマン』に切り替わる形で終了した（人気低下ではなく、グッズを売りたいスポンサーの要請）。
1971年3月に続編漫画が連載開始。同年9月から翌年12月かけて2作目のアニメシリーズ『新オバケのQ太郎』が放送された。漫画連載は1974年に終了したが、1976年まで読切作品が数本描かれた（漫画は1976年の最後の読切まで藤本と安孫子の合作。単行本でのタイトルは『新オバケのQ太郎』だが、連載時のタイトルは『オバケのQ太郎』）。
1973年には後日譚『劇画・オバQ』（藤本単独作）が描かれた。
1985年から1987年にかけては3作目のアニメシリーズが放送された。その際には藤子による漫画の新作は描かれなかった（風田朗ら他者が作画した漫画の新作は雑誌に連載された）。1986年、1987年と、劇場版新作映画が2作公開された。

### 合作分担
ストーリー（ネーム）
『少年サンデー』連載版のストーリーは、1964年の連載開始当初は藤本と安孫子の両方で担当していたが、やがて藤本のみで担当するようになった。それ以外の雑誌に掲載された作品では基本的に藤本が担当。
作画
1964年の連載開始から1976年の最後の読切まで、藤本と安孫子で作画を担当した（藤本は「Q太郎」らオバケ、安孫子は「正太」「伸一」「小池さん」を担当）。1985年の3度目のアニメ化の際のキャラクター設定書も、正太と伸一のものは安孫子が執筆している。
1964年から1967年の『少年サンデー』版他、一部の漫画作品は「藤子不二雄とスタジオゼロ」名義で連載され、スタジオゼロの面々が脇役や背景の作画を行った。特に石森章太郎は多数の脇役の作画を担当した。
スタジオゼロが作画に関わった回では、つのだじろうや長谷邦夫もその他の人物を作画したことがある。北見けんいちは背景を担当していた。このため、作中では石森作品や赤塚作品のキャラクター（『おそ松くん』の六つ子やチビ太など）が度々登場した。
学年誌連載版は主に藤子不二雄のみ（藤本と安孫子）で作画を担当した（背景等はアシスタントが作画）。
『よいこ』『幼稚園』等の幼年版は、藤本が全ての作画を担当した（背景等はアシスタントが作画）。
1971年から連載された新シリーズ（後に『新オバケのQ太郎』のタイトルで単行本化）においては、連載の前半では永田竹丸が、後半では方倉陽二がチーフアシスタントを務め、人物の体のペン入れや背景作画の統括作業を担っている（詳細は「ドラえもん#藤本とアシスタントの作画分担」を参照）。
名義
1988年の独立時の権利分割の流れで、その後発売された単行本は『オバケのQ太郎』は「藤子・F・不二雄 藤子不二雄Ⓐ」の2人の名義、『新オバケのQ太郎』は「藤子・F・不二雄」の単独名義となっているが、権利上名義が分けられたのみで、『新オバケのQ太郎』も1976年の最後の読切まで安孫子が一部の作画を担当している合作である。藤子プロのWebサイトの年表等には1971年の箇所に「『新オバケのQ太郎』は藤本弘の著作物」と記されていることがあるが誤り。正確には「『新オバケのQ太郎』は藤本弘と安孫子素雄の合作で、1987年までは藤子不二雄名義の著作物。その後権利を分割したため、1989年以降は藤子・F・不二雄名義の著作物」となる。

### 最後の合作
1987年の独立時に「合作はオバQあたりまで」と藤子が語ったことで、「最後の合作は1964年に描かれたオバQ」と誤解されがちだが、その後も多くの合作作品が発表されている。最後の合作となったのはドラえもんアニメ化後の1976年に描かれた『オバケのQ太郎』の読切作品（『月刊少年ジャンプ』掲載）。1964年から1976年までの『オバケのQ太郎』を年代順に読むと、両人の絵のタッチの違いが明確になっていく様を確認できる。

## 歴史

### 新連載の依頼
1963年　新連載の企画
『週刊少年サンデー』編集部に出入りしていた子供の持ち込んだ自筆のお化け漫画｢ケバ男くん｣を見た編集者はお化け漫画を連載することを提案し、藤本が怪談やオバケ好きと聞いてオバケを主人公にした漫画を依頼した。
1963年10月末　連載依頼とスタジオゼロ雑誌部の創設
当時、藤子たちは仲間とアニメスタジオ「スタジオゼロ」を経営していたが、アニメ制作の収入が見込めていない状態だったため、スタジオゼロに雑誌部を創設し、スタジオ所属のメンバーが本作の作画を手伝う代わりに連載の原稿料はスタジオの収入とすることにした。

### タイトルの決定
1963年の末頃　タイトルの決定
安孫子がメインで執筆し、藤本も一部を執筆した自伝『二人で少年漫画ばかり描いてきた』によると、まず最初に『オバケの○太郎』というタイトルが決まり、○の部分にはめる言葉を探している最中、散歩がてらに入った書店で小説家の安部公房の本をパラパラとめくっていたら、Qという文字が目に止まり、「愛敬のある字」「オバケ的」だと感じたという理由でQ太郎になったという。
また、幸森軍也著・鈴木伸一監修『ゼロの肖像 「トキワ荘」から生まれたアニメ会社の物語』（講談社、2012年）では、上記の説にも触れつつ、○の部分を決めたきっかけとして「書店で藤本が見かけた魯迅の『阿Q正伝』」が紹介されている（また、同作の主人公「阿Q」という名称は日本語の感覚では、「Qちゃん」のようなイメージとなる（当該項目参照））。

### Q太郎のデザインの決定
Q太郎のデザインは、作者が日本や西洋のオバケをなどからイメージした9種類のQ太郎を描き、そこから消去法により決定した。

### 連載第1回の執筆
1964年1月9日 連載第1回の締切日
藤本が執筆した漫画作品『スタジオボロ物語』には、連載第1回の締切日に藤本と安孫子が小田急線で通勤中にオバQの新連載のアイデアを相談する場面が出てくる作中では「定着型」と「放浪型」のどちらにするかを相談する様子や、正ちゃん、伸ちゃん、ゴジラの名前がこの日に決まる様子が描かれているが、『スタジオボロ物語』はあくまでも事実をモデルに創作した娯楽作品であり、事実が日付が正確に描かれているわけではない（連載第1回にゴジラは「ユウちゃん」の呼称で登場。伸ちゃんは未登場）。

### 短期連載の開始と終了
1964年1月22日 - 3月18日　新連載の開始と第9回での連載終了
1964年1月22日発売の『週刊少年サンデー』6号にて漫画の連載が開始された。もともと7回の短期連載の予定だったため、読者の反応はまったくないまま、連載は9回でいったん終了した。連載中は藤子もスタジオゼロを救うための仕事としてあまり力が入らず、周囲の期待もなかったという。

### 長期連載と掲載誌の拡大
1964年6月頃　連載再開
連載終了後読者から再開を求める手紙が殺到し（藤子は連載終了後の1か月後に編集者がハガキを持って現れたと語っている）、3か月後に連載が復活。再開後は、藤本が基本的にストーリーを担当するようになった。
1964年12月　掲載誌の拡大
人気上昇により、小学館の他の雑誌『小学一年生』から『小学六年生』、『よいこ』『幼稚園』等の多くの雑誌に連載が拡大した。

### アニメ化とオバQブーム
1965年8月29日 アニメ放送開始
翌1965年からテレビアニメが放送され、「オバQブーム」と呼ばれる社会現象を巻き起こした。それまではヒーローものを得意とする作家の印象も強かった藤子は、これを機に「ギャグの藤子不二雄」として社会的に認知されるようになった。
『鉄腕アトム』以来、それまで主流だったSFヒーローものが飽きられて視聴率が低下した中で、日本初のギャグアニメ『オバケのQ太郎』は登場。TBS系「不二家の時間」枠（日曜19時30分 - 20時）で放送され、初回から視聴率30%以上の人気を得た（詳細は「オバケのQ太郎_(アニメ)#第1作」を参照）。
主題歌のヒット
アニメ主題歌の『オバケのQ太郎』はミリオンセラーを記録し、1966年第8回日本レコード大賞童謡賞を受賞。また声優の曽我町子が歌う『オバQ音頭』はレコード200万枚、スポンサーの不二家が行ったプレミアムキャンペーンでソノシート400万枚の大ヒットとなり、レコードはジャケットと価格に若干の変更がなされつつ、1980年代まで同一の規格番号(SCS-4)で生産され続けるというロングラン商品となった（初期盤のジャケットに掲載されていた2ページのカラー漫画が、後期盤では削除されている）。そしてアニメソングにおける音頭曲の先駆けとなり、現在でも子供向け音頭曲の定番のひとつとして親しまれている。1973年に発売されたコンパクト盤「実用ベスト4シリーズ・4大音頭」では、「東京音頭」「炭坑節」「相馬盆踊り」とともに「オバQ音頭」が収録されている。
キャラクタービジネス
本作の商品化業務は、漫画連載を行っていた小学館が担った。これは、放映局のTBSから「オアシのないものがオアシ（銭）を稼ぐはずがない」と否定的な見解が下され、関係各社でも同様の判断が下されたことにより、放映当初は商品化する会社がほとんどいなかったためである。ところが放映開始から半年ほどで人気が爆発。巨額の商品化収入によって潤った小学館が1967年に建築した本社ビルは「オバQビル」とも呼ばれるようになった。この小学館ビルが2013年に解体を控えた際、壁に漫画家たちが落書きをしたイベントでは、本来Q太郎の作画を担当した藤本（既に他界）に代わって安孫子（藤子Ⓐ）がQ太郎のイラストを書きサインを添えていた。
本作で培った小学館のキャラクタービジネスのノウハウは、後年の『ドラえもん』、『名探偵コナン』、『ポケットモンスターシリーズ』などでも生かされている。
痛ましい事故
ブームの喧騒の一方で、子供たちの間で流行した「オバQごっこ」（白いビニール袋を被って遊ぶ）により女児が窒息死するという事故が起きている。当時の関係者らはこの遊びに関して注意を呼びかけた。

### 連載とアニメの『パーマン』への移行
1966年秋　人気継続の中のスポンサーの要望
アニメの放送開始から1年以上が経過しても人気は衰えることなく、テレビアニメも30%を超える高視聴率を継続していたが（円谷プロダクション制作の『ウルトラQ』『ウルトラマン』と共にTBSの日曜夜7時台は、他局から「恐怖のQQタイム」と呼ばれていた）、スポンサーの不二家から「オバQ商品の売れ行きはピークに達した。これ以上の売上は見込めないので、新しいキャラクター（の番組）にしてくれ」という強い要望が出たため、本作の連載とアニメ放送は新しい作品に切り替えることになった。
1966年11月　『パーマン』連載開始
1966年末　『オバケのQ太郎』の『週刊少年サンデー』連載が終了
1967年5月　『オバケのQ太郎』の藤子作画連載が一旦すべて終了
藤子は新しい作品を『パーマン』とすることを決め、1966年11月から『小学三年生』『小学四年生』、年末から『週刊少年サンデー』の連載が本作から『パーマン』へと切り替わった。その他の雑誌でも次々と連載の切り替えが行われた。
『パーマン』の連載開始後も、一部の学年誌では松山しげる、しのだひでお、西村英雄らによる本作の漫画が藤子が描く漫画『パーマン』と同時掲載で続けられた。また、『よいこ』では藤本による本作の漫画連載が1967年6月号まで続いた。
1967年4月　アニメ『オバケのQ太郎』が枠移動（後番組は『パーマン』）
1967年6月末　アニメ『オバケのQ太郎』の新作放送が終了
1967年4月には日曜夜のテレビアニメも本作から『パーマン』へと切り替わったが、本作のテレビアニメは水曜18時の時間帯に移動し、6月末まで新作の放送が継続された（以後は翌年3月まで再放映が流れた）。

### 新作漫画連載とアニメ『新オバQ』の放送
1971年3月 - 1974年2月　新作漫画の連載
1967年に連載が終了した後も、「もう一度Qちゃんを見たい」という読者の要望が多く寄せられていた。その声に応える形で、小学館の学習雑誌等にて新作漫画の連載が行われた（雑誌掲載時のタイトルは『オバケのQ太郎』だが、後に『新オバケのQ太郎』のタイトルで単行本が発売）。この新作漫画の連載第1回にて、新キャラクターのO次郎が登場した。
1971年9月 - 1972年12月　アニメ第2作『新オバケのQ太郎』の放送
漫画の人気に伴い2度目のアニメ化が実現し、アニメ『新オバケのQ太郎』が放送された（詳細は「オバケのQ太郎_(アニメ)#第2作」を参照）。

### 『劇画・オバQ』とジャンプ版オバQ
1973年2月　大人向け読切『劇画・オバQ』が掲載
『ビッグコミック』誌上に、15年振りに人間界にやって来たQ太郎と、大人になった正太の再会を描いた異色作『劇画・オバQ』が掲載された。
1976年4月　最後の合作漫画が『月刊少年ジャンプ』に掲載
1976年、『月刊少年ジャンプ』に読み切り作品が掲載された（「明日は誕生日」のタイトルで藤子・F・不二雄大全集『新オバケのQ太郎』3巻に収録）。藤子本人が手がけた通常の『オバQ』漫画作品としては最後のものとなった。また、藤本と安孫子が描いた全作品を通して、最後の合作漫画となった（詳細は「藤子不二雄#最後の合作」を参照）。

### コロコロコミックで再び子供の人気者に
1978年8月 - 1983年2月 コロコロコミックで再録連載（第1期）
1977年、『コロコロコミック』が創刊され、翌1978年9月号（No.8。当時は隔月刊）から、他の藤子作品とともに『オバケのQ太郎』の連載が開始された。新作は描かれず過去作品の再録のみだったが、看板作品の『ドラえもん』に次ぐ2番目または3番目の人気を1980年8月号まで保ち続け、人気の根強さを示した（翌9月号からは『怪物くん』が連載開始）。
1978年11月には、本作と『ウルトラマン』を目玉作品として扱った『コロコロコミック』特別増刊3号が発売され、通常の作品とともに『劇画・オバQ』が再録された（誕生秘話等の特集記事を含め、合計で220頁）。
1979年7月　藤本としのだの合作漫画『ドラQパーマン』が掲載
「藤子不二雄&しのだひでお」名義の漫画『ドラQパーマン』（藤本が鉛筆でネームと人物配置を描き、しのだひでおが引き継いで作画した合作）が『月刊コロコロコミック』に掲載され、翌1980年には『ドラえもん』の特番で同作のアニメが放送された。
1980年　マルチラウンド映画化を藤子が断る
『ドラえもん』以来の藤子アニメブームに乗り、前作までの製作を担当してきた東京ムービー新社により『がんばれ!!タブチくん!!』で実績のあったマルチラウンド方式による長編映画の企画が持ち上がるも藤子から難色を示され、上映像化権がシンエイ動画に移った事により頓挫している。

### 3回目のアニメ化
1984年 - 1985年頃　アニメ第3作のキャラクター設定書を執筆
3度目のアニメ化（シンエイ動画製作）にあたり、新作アニメのキャラクター設定書が、藤本と安孫子により新たに描き下ろされた（アニメのキャラクター設定書としては最後の合作）。
1985年3月 - 1986年9月　コロコロコミックで再録連載（第2期）
藤子は新作漫画の連載を依頼されたが、「もうオバQのようなタイプのギャグ漫画を描くのは難しい」との理由で実現しなかった。漫画単行本（てんとう虫コミックスの傑作選全6巻）のカバーは新しいものにリニューアルされた（藤本による描き下ろし）。
『月刊コロコロコミック』での再録連載（第1期）は1983年2月で終了していたが（翌3月から新作『パーマン』を連載）、1985年3月から2年ぶりに復活し、Q太郎がドラえもん、猿、ハットリくんを背後に従えて表紙のセンターを飾った。また、学習雑誌でも連載が行われた（過去作品の再録、または風田朗、しのだひでおらによる作画作品）。
1985年4月 - 1987年3月　3度目のアニメ放送
1985年4月1日からアニメ第3作の放送が開始された。1987年3月に新作の放送が終了した後も、再放送が繰り返し行われた（詳細は「オバケのQ太郎_(アニメ)#第3作」を参照）。
1986年3月、1987年3月　立体アニメ映画が公開
立体アニメ映画が2作、劇場公開された（詳細は「オバケのQ太郎_(アニメ)#劇場版_2」を参照）。
1985年 - 1987年、1989年 藤子不二雄ランド版の発売
全集藤子不二雄ランドにて計27巻が発売され、カバー画と付録のセル画がカラーで50点以上描き下ろされた。これらの作画は藤本が行い、安孫子は関与していない（藤本が病気療養中のものはアシスタントらが作画）。

## 掲載誌
本作が掲載された雑誌等を記す。藤子不二雄が作画を行った新作漫画を中心に記載し、他者が作画した作品の一部は注釈内に記述した。
- 週刊少年サンデー：1964年6 - 14号、1964年24号 - 1966年51号
- 週刊少年サンデー臨時増刊：1965年正月、春季、夏季号、1966年お正月、春季、夏季号、 1967年正月号
- 別冊少年サンデー：1964年秋季、12月号、1965年1、4 - 8月号、10月号、1966年1、2、6月号、1967年1月号
- よいこ：1965年8月号 - 1967年6月号[注 13]、1971年4月号 - 1973年4月号
- 幼稚園：1965年1月号 - 1967年2月号[注 14]、1971年4月号 - 1973年2月号[注 15]
- 小学館の学習雑誌
  - 小学一年生：1965年1月号 - 1967年2月号[注 16]、1971年4月号 - 1973年3月号
  - 小学二年生：1965年1月号 - 1967年2月号[注 17]、1968年2月号（『こんにちは! みなさん そのごのオバケのＱ太郎』）、1971年4月号 - 1973年2月号[注 18]
  - 小学三年生：1965年1月号 - 1966年10月号[注 19]、1971年4月号 - 1973年2月号[注 20]
  - 小学四年生：1965年1月号 - 1966年10月号[注 21]、1971年4月号 - 1973年7月号
  - 小学五年生：1965年1月号 - 1966年10月号[注 22]、1971年4月号 - 1973年3月号
  - 小学六年生：1965年1月号 - 1966年10月号[注 23]、1971年4月号 - 1973年3月号、6月号（『ペケポコバケラッタ』）
- 小学館だより No.7（1965年5月1日発行。記事内の4コマ）
- 小学館コミックス：1965年夏季号 - 1966年春季号
- 小学館の絵文庫コミックシリーズ『おばけのQたろう』：1巻（1965年）、2巻（1966年） [注 24]
- マドモアゼル：1966年1 - 11月号
- 女学生の友：1966年1月号 - 12月号（番外編『オバケのP子日記』）
- 明星：1966年1月号（「めんどうみよう」）
- ボーイズライフ：1966年3月号（「恐いよ恐い」）、4 - 12月号（1コマ連載『オバQのオトボケ戯評』）
- 朝日新聞：1966年2月4日夕刊（1コマ『オバQの軟着陸』）
- 女性セブン：1966年4月13日号（『プレゼント』の題の3コマ漫画2点）
- 郵政：1966年7月臨時増刊（『オバQの郵便屋さん』絵と文）
- 小学館ブック：1966年7月号（創刊号） - 1967年2月号
- レコード用漫画：1965年、1966年（各社から発売）
- サントリー天国：1966年12号（『おばけのQ太郎』）
- ビッグコミック：1969年3月号（「『オバケのQ太郎』あれから四年…」）、1973年2月25日号（『劇画・オバQ』）
- めばえ：1971年4月号 - 1974年3月号
- ベビーブック：1971年4月号 - 1973年2月号[注 25]
- 東奥日報：1972年1月1日付（1コマ『事前運動』）
- 幼児の知能絵本：1972年4月号（『おばけのきゅうたろう（歌詞）』）
- マミイ：1972年10月号（『おばけのきゅうたろう』「いただきます」）
- 中日新聞：1975年1月1日（漫景『オバＱ縁日横丁』）
- 月刊少年ジャンプ：1976年5月号（「明日は誕生日」）

### 漫画掲載の歴史
藤子による本作の新作漫画が発表された年代を、4つに区分して以下に記す。

#### 1964年から1967年：オバQブーム期
- 1964年
  - 1月：週刊少年サンデー版 連載開始。
  - 12月：小学館の学習雑誌など、多数の雑誌に連載が拡大。
- 1965年
  - 12月：マドモアゼル版、『オバケのP子日記』連載開始。明星版掲載。
- 1966年
  - 2月：ボーイズライフ版掲載。
  - サントリー天国版掲載。
  - 9月：『7年あとのQちゃん一家』掲載。
  - 12月：週刊少年サンデー版の連載終了（最終話は「Ｑちゃんさようなら」）。
  - 12月：『20年後のオバケのQ太郎』掲載。
- 1967年
  - 5月：よいこ版 連載終了（藤子作画の『オバQ』連載がすべて一旦終了）。
  - 12月末：『こんにちは! みなさん そのごのオバケのＱ太郎』（4頁）掲載。

#### 1968年から1969年：アニメ第1作再放送期
- 1968年5月：小学一年生版 連載終了（藤子以外が作画を行う『オバQ』連載がすべて一旦終了）。
- 1969年2月：「『オバケのQ太郎』あれから四年…」掲載。

#### 1971年から1974年：新オバQ期
- 1971年
  - 3月：学年誌での新作連載が開始。
- 1973年
  - 2月：複数の連載が終了（最終話「さようならＱちゃん」「9時カエル」）。
  - 2月：『劇画・オバQ』掲載。
  - 5月：番外編『ペケポコバケラッタ』掲載。
  - 6月：小学四年生版 連載終了。
  - 8月：『スタジオボロ物語』掲載（オバQ誕生の経緯を描いた作品）。
- 1974年
  - 2月：めばえ版 連載終了（漫画連載がすべて終了）。

#### 1975年から1976年
- 1975年1月：漫景『オバＱ縁日横丁』掲載。
- 1976年4月：ジャンプ版が読切掲載（藤本と安孫子の合作による最後のオバQ漫画）。

### 掲載媒体ごとの特色
1965年、1966年：明星、ボーイズライフ版
『明星』（1965年12月「めんどうみよう」）と『ボーイズライフ』（1966年2月「恐いよ恐い」）に若者向けの2頁作品が1作ずつ描かれた。どちらも伸一にスポットを当てた作品となっている。各2頁。
1966年：サントリー天国版（『おばけのQ太郎』）
サントリーのPR誌『サントリー天国』12号に掲載。泥酔したパパが姿を消したQ太郎に操られるという、大人向けの内容。全2頁。

## 登場人物
本作に登場するオバケ、人物等を記す。
- 基本的な作画分担も記した。

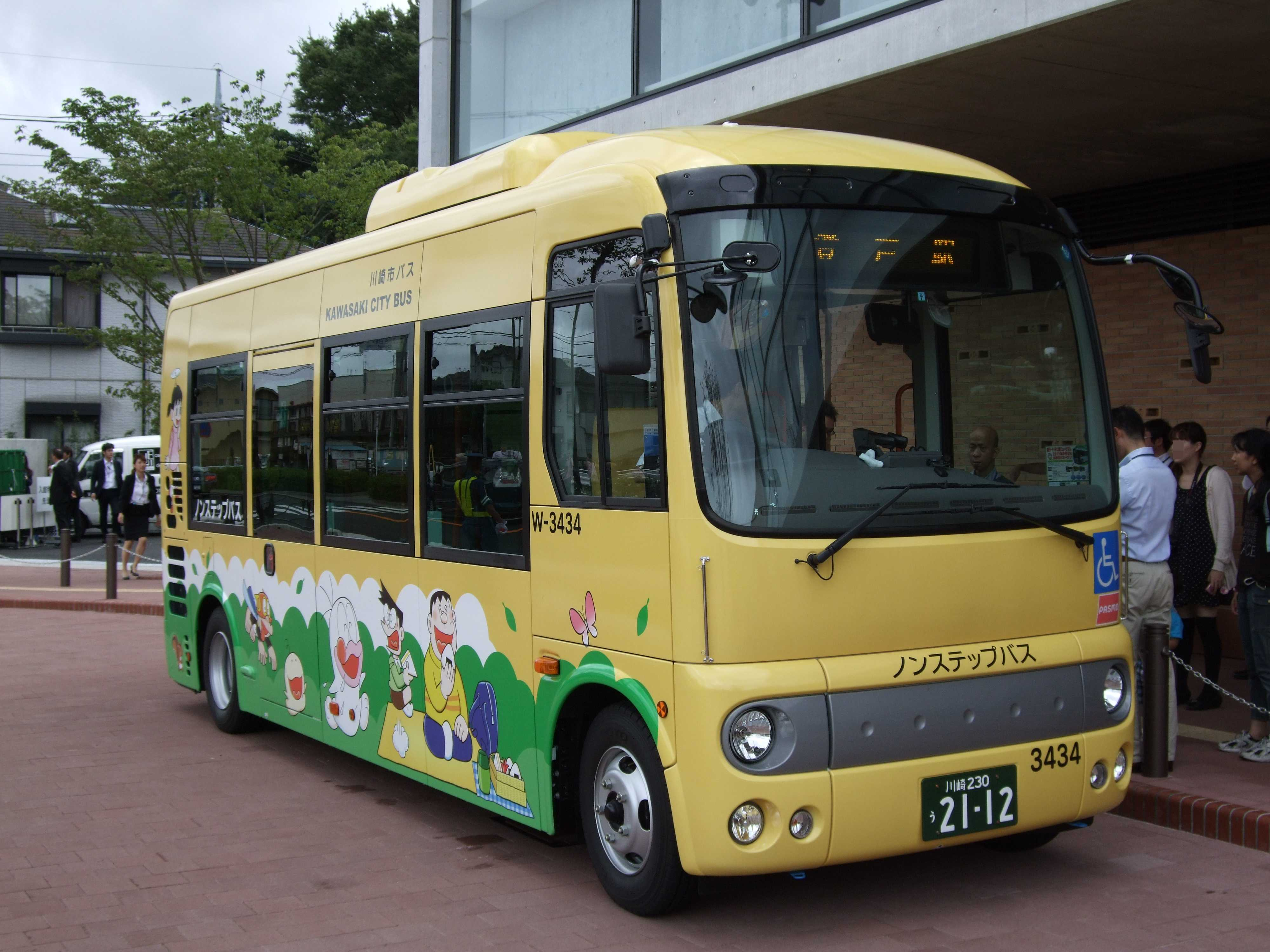
藤子・F・不二雄ミュージアム発着バスに使用されているQ太郎（中央）とO次郎のイラスト（左2番目）

  - 石森の作画は基本的に1967年までの『少年サンデー』掲載話のみ。それ以外は基本的に藤本が作画。
  - 『幼稚園』『めばえ』等に掲載された幼年版は藤本のみが作画を担当。
- スピンオフ作品に主に登場する人物は、そのスピンオフの項に記した。
- 基本的に漫画内の事項のみを記した（アニメのみの事項はその旨を明記）。

### オバケ
- オバケは基本的に全員藤本が作画。ただし「なくなQちゃん」に登場するQ太郎のパパ（偽者）は安孫子作画。
- 名前のアルファベットは特殊な読み方をしないが、ここではカナ表記の読み仮名を記す。

本作のオバケは、普通連想するいわゆる「幽霊」「霊魂」「妖怪」といった類の存在ではなく、れっきとした一個の生物である。空を飛び（Q太郎の場合は最高時速40km、一度に50kmまで飛べる）、姿を消し、壁を抜け、力も割と強く、口の中に何でも放り込め（大量に放りこむと壁をすり抜けられなくなる）、動物と会話ができる、変身する（これは学習しないとうまくできない）といった特殊能力を持っている。人間と同じ食物を摂取できるほか、雲を食べる（人間である正太もオバケの国で雲を御馳走されたが、栄養になっているかは不明）。
かつては人間と地上で共存していたが、人間が進歩するにつれ、のんびり屋で嘘をついたり人を傷付けたりできないオバケは追い詰められて行った。化けて人間を脅かしたこともあったが（人間界に伝わる多種の妖怪はこれが元になる）、やがて雲の上にオバケの国を築いて隠れ住むようになった。
Q太郎（キューたろう）　※藤本作画（オバケは基本的に全員藤本）
声 - 曽我町子（1作目）、堀絢子（2作目）、天地総子（3作目）、鈴木みえ（現：一龍斎貞友、ドラえもん のび太のドラビアンナイト）
通称：Qちゃん。竹藪で生まれた（実際はQ太郎のタマゴだけ竹藪に落っことしたらしい。誕生直後は3本の毛ではなかった）オバケ。大原家に居候し、いつも正太と行動を共にしている親友の仲。大飯食らい（炊飯器を空にして｢おかわり｣と催促してママに怒られるなどしている。インスタントラーメンはカッポレ一番を愛好する）でお人よし、鈍くさくて頭はあまり良くないが、繊細で落ち込んだり傷ついたりすると、時々家出を企てては、腹を空かせるなどの理由であっさり帰って来る。身長111cm、体重0kgから35kg、視力は右が3.0で左が2.5。犬が大の苦手だが、嫌っているわけではなく何度か子犬を守ったこともある。また犬から逃げるために、動物園にいるライオンの口の中に隠れたこともある。先述のオバケの能力を一通り持っているが、変身だけは苦手で靴になることくらいが限度（漫画では苦手な犬に化けたことがある）。他に、容器の中に入っていると体が容器の形に固まる、眼球を飛び出させることができる（「書類に目を通してくれ」と言われて紙束に眼球を通す場面がある）といった「特技」もある。また、音楽のセンスは皆無で歌唱、器楽共に聴者が頭痛など起こし気持ち悪くなってしまうほど（しかも当人は無自覚）だが、逆にこれが功をなすことも。腹の中にはポケットがあり、口や服の下からどんな物でも出し入れができる。一枚布（バケトロン（バケミロン）という架空の素材。この素材はマジックなどで字や絵をかくことが可能で、脱いて放置しておくと汚れが落ちるが、洗濯すると縮む）に目・口用の穴を開けた白い服（同じ物が何枚もあり、よそ行き用もある）を頭から被っており、実際に見えているのは服を除くと、3本の毛と、足、目、口だけである。また、服の中を見られることは「オバケの国での御法度だ」と言って頑なに嫌っており、中身がどうなっているのかは不明。
U子に対して好意を抱くものの、非常にシャイで好意の伝達方法を間違えてU子を怒らせてしまったこともある。作者いわくQ太郎のモデルは、ペンギンとベビー服であるという。『週刊少年サンデー』で『オバケのQ太郎』の連載が開始した1964年2月28日が誕生日と設定されている。連載当初は毛が10本以上あったが、次第に減って行き「台風Q号」から3本に落ち着いた。これは作画の手間から都合がいいということである。『小学一年生』の懸賞で「オバQ消しゴム」を作ることになり藤子・F・不二雄に造形を頼んだが、もじゃもじゃ頭だと作り難い。そこで、大学では心理学を学んでいた担当の井川浩が「男は奇数女は偶数」というジークムント・フロイトの学説に基づき毛を3本にする提案をしたことが直接のきっかけという。毛の長さは約15cm。最初のシリーズ最終話では単身オバケの世界へと帰って行った。『ドラえもん』での登場については後述。
後年のドラえもんのように数々のSFグッズを取り出すわけでもなく、基本的に消えることと飛ぶことだけの超常能力しか持たないため、子供たちの日常生活にすっぽり同化している。性格的にも、ドラえもんがやや保護者的なのに対し、抜けているところが多い三枚目キャラクターである。ただ、正太を背中に乗せての空中散歩はこの作品の象徴的風景であり、パロディの対象になったり（永野のりこ『GOD SAVE THE すげこまくん!』など）、スーパーや百貨店の屋上遊具に取り入れられたりした。
P子（ピーこ）
声 - 水垣洋子（1作目）、沢田和子（2作目）、三田ゆう子（3作目）
Q太郎の妹。オバケの世界から人間界へ留学、河合家に居候している聡明で可憐なオバケ。Q太郎より頭の出来が良く、化けるのも得意で「グロな化け方」も可能。料理や裁縫は苦手で、ジェンダーに無頓着なところがある（ユカリに自分の役立ちようをアピールする際、「自分が暴漢に化けてボーイフレンドを脅し、ユカリが助けて仲を深める」策を提案するなど）。姿は白の上半身に赤いチェックのスカート、頭の毛は1本で蝶型の飾りを付けている。身長はO次郎とほぼ同じ。『オバケのP子日記』というスピンオフ作品では主役を務めている。
O次郎（オーじろう）
声 - 高坂真琴→桂玲子（2作目）、横沢啓子（3作目）
Q太郎、P子の弟。『新オバケのQ太郎』で登場したキャラクターで、オバケの国へ一度帰っていったQ太郎が、再び人間界へ戻って来た際に連れてきた。Q太郎と共に大原家に居候している。体は丸く黄色(またはピンク)であり、毛は1本でくるっとしている。まだ赤ん坊のオバケなので、「バケラッタ（この言葉は「オバQ音頭」の歌詞から来ている）」しか言えないが、「ナニラッタ?」「バカラッタ！」「ダメラッタ」「アホラッタ」など、多少のバリエーションがある。このため、意思伝達にはQ太郎の翻訳が必要。大原家の人々がQ太郎から「バケラッタ」ごとのニュアンスの違いを教わるエピソードがある。また、力を溜め込んだ後に「ボム！」または「パァ！」と叫ぶことで目の前のあらゆる物を破壊する特技の持ち主（ライオンを退けたこともある）。手先が器用で、自分で壊した電話やヒョーロクの車を直したり新聞紙で靴下を作ったりできるが、画力は幼稚園児と大差ない（O次郎の絵が漫画のキャラクターのベースになったことはある）。世界中の多くの国名を言えるほど頭はよい（ただし全てバケラッタになる）。化けるのも上手で、クジ運もいい。なかなかの兄思いである。
番外編『ペケポコバケラッタ　Ｏ次郎の恋物語』では主役を務めた。
U子（ユーこ）
声 - 丸山裕子（2作目）、増山江威子（3作目）
人間の世界に憧れてやって来た、小泉家に居候しているおてんば娘のオバケ。柔道に入れ込んでいるが、がさつで乱暴、家事が一切できない。Q太郎が好意を寄せているが、会うたびにQ太郎を柔道の稽古相手にして投げ飛ばしたり、家事を任せたりしている。しかし、内心ではQ太郎に想いを寄せている部分も。喧嘩が異常に強く、正太の同級生のガキ大将・ゴジラでも歯が立たない。怒るとすぐ手を出すところがあり、特にQ太郎には何かあるとすぐ柔道技などの暴行を加える。ギャング映画を愛好したり足で襖を開ける、茶道を習いに行った席でシェーをしてふざける、箏をエレキギターのように弾いたりするなど、典雅、可憐に対する理解がない。太ることを著しく気にしており、それを指摘されると烈火の如く怒りを現にする。化けることもできるが余り上手ではない。また歌も下手である。アニメ第2作『新オバケのQ太郎』では、口のデザインが漫画とは異なる。
ドロンパ
声 - 喜多道枝（1作目）、山本嘉子（2作目）、白石冬美（3作目）
アメリカ・テキサス出身のオバケ。神成家に居候している。アメリカでは大地主の家に住んでいた。頭が良くて運動神経がいい上、さまざまな物・人に化けられる。いつもQ太郎のことをバカにしている。少々ニヒルなひねくれ者だが、実際は寂しがり屋で心優しい。Q太郎がオバケの国へ帰っていた時期には、Q太郎に化けて悪戯をしていたこともあった。（イエス、ノー、ホワット？ホワイ？）などの片言の単語まじりで話す。体は薄桃色の一体型で、Q太郎と異なり脚もきちんと分かれている。お腹にある赤い星型（脱着可能）が能力の源（直下にある青の三本線で星条旗を象徴している）。一度、その星型を紛失したことがあったが、Q太郎によって取り返された。なくなると、飛べなくなったり消えたりできなくなる。登場オバケの中で唯一、犬を苦手としないが、糠味噌やたくあんの匂いが大の苦手。Q太郎に出された緑茶も「しぶい」と言って吹き出した。シュークリームも苦手と言っているが、「見てると怖いから食べてやる」とたくさん食べていた。好物はハンバーガー。P子に思いを寄せているが、デートの際には、P子の身を案ずるQ太郎に、いつも邪魔されている。話のまとめ役が多く、演劇や新聞製作など色々と挑戦するが、Q太郎が引っ掻き回してしまうため長続きしないことが多い。誕生日は3月27日。なお、ドロンパの初登場話は藤子・F・不二雄大全集版では10巻に収録されている（ドロンパは4巻から登場しているが、これは掲載誌ごとに巻を分ける編集方針がとられているため）。
X蔵（エックスぞう）
Q太郎、P子、O次郎の父親。Q太郎からは「オバケの国のパパ」と呼ばれている。やや細身で毛が4本、口ひげがある以外はQ太郎にそっくり。Q太郎に似て少々常識外れのオバケ。時折子供達を預かってもらっている大原家へお礼にと、妻のおZと共にやって来ては騒動を起こす。他人の服装を変化させる、新しいステレオを出すなどの力を使ったことがある。
おZ（おゼット）
Q太郎、P子、O次郎の母親。Q太郎からは「オバケの国のママ」と呼ばれている。毛は螺旋状の2本。間の抜けたX蔵を支える。基本はしっかり者だが、おっちょこちょいな所も。なお、父母、妹ともに犬が苦手である。
Y助（ワイすけ）
Q太郎の叔父。Q太郎にチャップリンの髭を生やしたような外見をしている。X蔵と同じくガチャ目。登場は1回だけ（FF新4巻）。この時は、Q太郎を探しに人間界にやってきた。珍しい物を見るとすぐに化けたがり、マシンガンに化けたりしていた。作品中では一度も名前が出てくることはなかったが、『小学六年生』1971年6月号の「オバQ一家とそのなかま」というカットの中に「おじ Y助」と書かれていたことから名前が判明。
Q助（キュウすけ）
Q太郎の祖父。実際は話に上るだけで、未登場（FF17巻）。外観はQ太郎と瓜二つ。約100年程前に人間界に降りてきており、正助の兄からの郵便で大原家の実家の蔵から出てきた古い写真（Q助本人、ドロンパの祖父ボロンパ、正太の高祖父・大原正右衛門）が届いた。Q太郎が見た夢の中で、1860年に正右衛門とその家来と一緒に咸臨丸に乗って、アメリカに渡った。

### 人間（メイン）

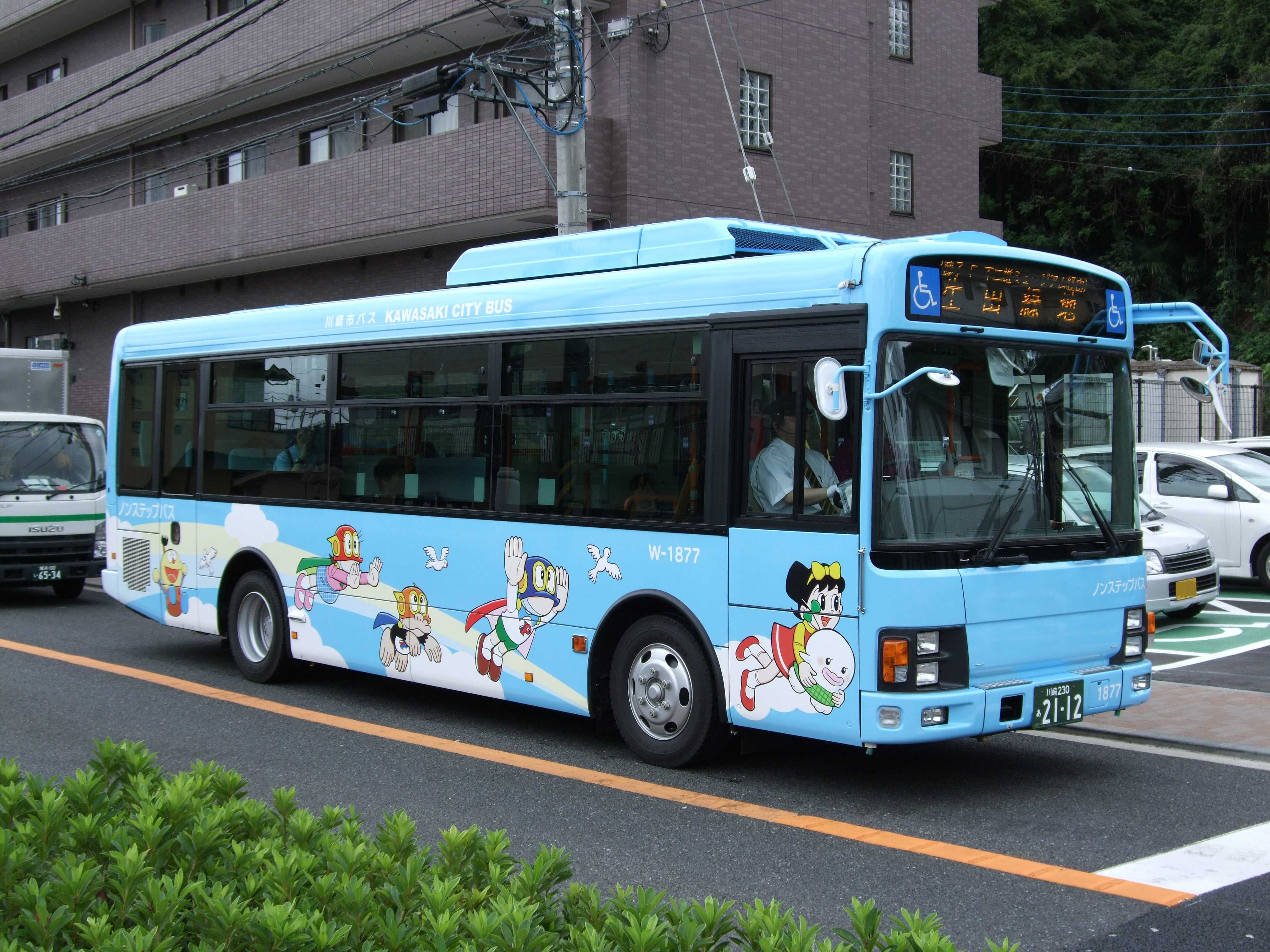
藤子・F・不二雄ミュージアム発着バスに使用されているよっちゃんとP子(右端)のイラスト

大原 正太（おおはら しょうた）　※安孫子作画
声 - 田上和枝（1作目）、太田淑子（2作目）、三輪勝恵（3作目）
通称：正ちゃん。大原家の次男。小学生。友人達と忍者ごっこをして遊んでいるところ、竹藪の中でQ太郎の卵を偶然見つける（掲載誌によって最初の出会いの設定がやや異なる。アニメ版も同様）。卵から孵ったQ太郎に付きまとわれ初めは困惑するが、色々と世話を焼かれ次第に友情を深める。名前の由来は石森章太郎から。

アニメ3作目
いわゆるパッとしないさえないタイプ。弱虫で成績もあまり良くなく、一時はクラスで下から2番目だった。性格は温厚で、あまり活発というわけでもない普通の少年。優しい性格で誰にも親しまれる。よっちゃんに思いを寄せている。よっちゃんのことになるとデレデレしただらしのない一面も。小さい頃にバイオリンをかじった程度に習ったことがある、というエピソードとセリフがある。宝くじでふた桁前後入れ違い数字で高額当選しかけたエピソードもあるが実際はハズレ。くじ運はてんで駄目なほうである。
大原 伸一（おおはら しんいち）　※安孫子作画
声 - 野沢雅子（1作目）、白川澄子（2作目）、水島裕（3作目）
通称：伸ちゃん。大原家の長男で正太の兄。中学生で三枚目キャラクター。弟と違い、学業成績はそこそこ良好。当初は猫を連れて来て飼いたいと切り出し、正太の連れて来たQ太郎と猫、どちらが役に立つかを競わせていた。オーディオマニアで、自宅にいる時は大抵音楽を聴いて過ごしているが、持っているレコードはビートルズやプレスリーばかりらしい。好きな女の子ができるとすぐに告白するが、大体振られている。『新オバケのQ太郎』では、同級生の河伊伊奈子にアプローチしているが、いつも空回りに終わっている。正太とQ太郎のセッティングで嫌々デートしたバケ寺ベソ子とは友人関係となった。『劇画オバQ』では仕事の都合で北海道に転勤したことになっている。名前の由来は鈴木伸一から。
よっちゃん　※石森作画
声 - 向井真理子（1作目）、野村道子（2作目）、室井深雪（3作目）
正太のクラスメートで優等生。アップにした髪のリボンが特徴の優しい少女。正太やゴジラたちが憧れているが、本人は友達程度としか思っていない節がある。長電話の悪癖がある。作画は石森（学年誌版は藤本）が担当。藤子作品では定番の紅一点キャラクターであるが、高原に別荘を構える資産家令嬢としての一面も持つ。
アニメ3作目のみ
本名：小泉 美子（こいずみ よしこ）。
ゴジラ　※石森作画
声 - 肝付兼太（1、2作目）、竹村拓（3作目）、海野かつを（朝日ソノラマ刊行のソノシート「オバケのQ太郎2」）
学校、町内でのガキ大将。大柄な正太のクラスメート。実家は酒屋を営んでいる。いつも取り巻きのキザオ、イナリ、タヌキを子分として引き連れている。正太に意地悪をはたらくことも多いが、基本的には互いに良き友人として接している（正太を気遣う場面も見られる）。根は非常に友情に厚く優しい。弟がいる。作画は石森（学年誌版では藤本）が担当。
名前の由来は、東宝の怪獣「ゴジラ」から。連載時の第1話では「ユウちゃん」という名前であったが、第36話で「酒屋のゴジラ」と呼ばれ、単行本化の際にゴジラで統一された。『藤子・F・不二雄大全集』では、掲載時の状態に戻している。
アニメ3作目のみ
本名：西郷 強（さいごう つよし）。
木佐 キザ夫（きざ きざお）　※藤本作画
声 - 山岸比呂美（1作目）、沢田和子（2作目）、龍田直樹（3作目）
正太のクラスメート。裕福な家庭で、名の通り気障で新しい物を買っては自慢する癖がある。ゴジラを「親分」と呼んでいたこともあった。『ドラえもん』のスネ夫にも通じるキャラクターだが、ゴジラとは対抗心を露にすることもあり、必ずしもおべっかばかり使っているわけではない。Q太郎や正太からは「木佐くん」というように「君｣づけで呼ばれることが多い。眼鏡がないとほとんど何も見えず、『ギャハハ三銃士』で眼鏡が壊れてしまった際には失敗ばかりしていた。作画は藤本が担当。
全てカタカナ表記の「キザオ」は「#キザオ」を参照。
ハカセ　※石森作画
声 - 麻生みつ子（1作目）、白川澄子（2作目）、肝付兼太（3作目）、龍田直樹（3作目での代役）
正太のクラスメート。頭脳明晰で博識かつ発明好き。ただしお人好しな上、学術関係以外では間の抜けたところがある。小柄な体格で若ハゲ。眼鏡を着用し、いつも袖がダブダブの学生服を着ている。連載途中より、両の眉毛が「ハ」、右目が「カ」、左目が「セ」の字を模したような特徴的な顔立ちとなる。
頑固者のお祖父さんと二人暮らしで、祖父を非常に慕っている。乗り物に極端に弱く、バスの絵を見ただけで乗り物酔いを起こす。
作画は石森（学年誌版では藤本）が担当。
アニメ3作目のみ
「…です、はい」が口癖。普通の顔立ち（「ハカセ」の文字を模した眉と目ではない）。名字は「湯川（ゆかわ）」。
小池さん（こいけ）　※安孫子作画
声 - 大竹宏（1作目）、島田彰（2作目）、広森信吾（3作目）
近所のおじさん。インスタントラーメンが好物で、いつもQ太郎に食事を邪魔されている。職業はアニメーター。他の藤子作品にも多く登場している。連載中に結婚し、子供も2人いる。結婚当初は妻にインスタントラーメンを食べさせてもらえず、正太とQ太郎が隠れて与えることを画策するエピソードがある（失敗するが、結果的にそのおかげで妻に作ってもらえるようになった）。
大人でありながら頭はあまり良くないらしく、正太から「頭のていどが子どもなみ」と言われたことがある。また、『ギャハハ三銃士』では守備隊の隊長でありながら、火攻めと燃やすことが一緒であると分からなかった。
神成さん（かみなり）　※藤本作画
声 - 野本礼三（1、2作目）、兼本新吾（3作目）
大原家の隣に住んでいる老人男性。その名の通り短気で頑固だが、根は寂しがり屋で情け深く、『新オバケのQ太郎』第1話では大原家の面々から人間界に戻ってきたことを信じてもらえず、途方に暮れていたQ太郎を暖かく迎え入れている。妻とは死別しており、ドロンパが来るまでは一軒家で一人暮らしをしていた。ドロンパに住み着かれそうになり最初は追い出そうとしたが、やがて意気投合し居候させることに。そしてドロンパを実の子供のようにかわいがっている。
ドラえもん等の他の藤子不二雄作品にも登場する。
アニメ3作目のみ
本名：神成 雷蔵（かみなり らいぞう）。
大原 正助（おおはら しょうすけ）　※藤本作画
声 - 松岡文雄→田の中勇（1作目）、永井一郎（2作目）、大山高男（3作目）
正太、伸一の父親で、少々太り気味の大黒柱。Q太郎からは「パパ」と呼ばれている。トレードマークはチョビ髭にメガネだが、一度床屋で居眠りをしている間に髭を落とされ、子供たちに八つ当たりしたこともあった。メガネは『オバケのQ太郎』では丸いフレーム、『新オバケのQ太郎』では四角いフレーム。「びっくりしたなぁ、もう」のような当時の流行語を多用したり、ハナ肇とクレージーキャッツの歌の替え歌を頻繁に歌うようなユーモラスな一面を持つ。ヘビースモーカーで、吸っているタバコは「ハイライト」。禁煙にチャレンジするも挫折する。いつも飲む酒はビール。落第を3回経験したことがある。商事会社に勤務し、作中で課長に昇進。日曜大工が趣味だが、手先が不器用で下手の横好きに近い。Q太郎を実の子供のように思っている。田舎に90歳を超える母親と兄一家が、近隣に弟数名が住んでいる設定になっている。
アニメ3作目のみ
名前は「正太郎」。
大原 節子（おおはら せつこ）　※藤本作画
声 - 北浜晴子（1、2作目）、塚田恵美子（3作目）
正太、伸一の母親で、優しい専業主婦。Q太郎からは「ママ」と呼ばれている。Q太郎の大食らいにはいつも頭を抱えているが、夫・正助と同様、Q太郎とO次郎のことを実の子供のように思っている。
アニメ3作目のみ
誕生月日がQ太郎と同じ。

### 人間（サブ）・その他
イナリ　※石森作画
ゴジラの子分。キツネ顔。自宅はクリーニング店を経営。
ブンブク・タヌキ　※石森作画
ゴジラの子分。タヌキ顔。
先生　※石森作画
声 - 島香裕（3作目）
正太達の通う小学校のクラス担任。容貌がカバそっくりの中年男性教員。「 - だっちゅうに」、「 - ってな」などが口癖。あだ名は"威張り豚"、"ヒネブタ"。作画を石森・藤子以外が担当している箇所もある。
エジサン　※藤本作画
本名は江地三助。発明家を自称するが失敗ばかり。貧乏であるが、昔は金持ちだった。『ウメ星デンカ』にも登場する。

#### 1971年以降にのみ登場
1971年以降に描かれた作品（主に単行本『新オバケのQ太郎』に収録された回）のみ登場する人物、動物を記す。
河伊 伊奈子（かわい いなこ）　※藤本作画
伸一のクラスメイト。休日のたびに何人もの男子から誘われるほどのモテモテぶりで、伸一も好意を寄せているが本人は友達感覚でしかない。伸一がスイカを丸呑みできるというのを止めもせず、けしかけたこともある。ミミズとオバケが苦手だったがQ太郎、O次郎とは仲がよい。将来の夢はイラストレーター。
アニメ3作目のみ
「河伊ユカリ」（声 - 麻上洋子）という名の中学生。ユカリの設定を組み合わせた人物となった。
ヒョーロク　※藤本作画
大原家の隣人。チョビ髭を生やしている成人男性。いわゆる変人でトラブルメーカー。車を所持しているが、運転は（車自体がいつ壊れてもおかしくない程ボロボロなのもあり）非常に危なっかしく、そのせいで妻子に逃げられてしまったとのこと。語尾は「 - ニィ」「 - だネィ」。
ネコ　※藤本作画
幼年誌版にたびたび登場する大原家の飼い猫。

## スピンオフ
派生作品、番外編、特別編等について以下に記す。

### オバケのQ太郎（マドモアゼル版）
隣家に住む美しい女性・青山ミドリがQ太郎とともに主軸として毎回登場する女性向けシリーズ。『マドモアゼル』1966年1月号から11月号に連載。全11回。通称「マドモアゼルオバQ」。本シリーズにはドロンパは登場しない。

#### 登場人物
青山 ミドリ（あおやま ミドリ）　※藤本作画
神成さんの家に下宿している若い女性。美人で心優しく、Q太郎を弟のようにかわいがる。Q太郎はそんな彼女に対して淡い恋心を抱く。本シリーズにのみ登場。
キザオ　※安孫子作画
「恋がたき」の回でミドリをボーリングに誘った男性。眼鏡をかけている。
安孫子単独作品に登場する「キザオ」
すべてカタカナ表記の「キザオ」というキャラクターは安孫子作品の『怪物くん』、『フータくん』、『オヤジ坊太郎』等にも登場する。

### オバケのP子日記
P子が主役の中高生少女向けシリーズ。『女学生の友』1966年1月号から12月号に番外編『オバケのP子日記』のタイトルで連載された。全12回。

#### 登場人物
ユカリ　※安孫子作画
P子が居候している家に住む女学生。本編での正太的な役回り。誕生日は9月8日。
アニメ3作目のみ
「#河伊伊奈子」を参照。
岩見（いわみ）　※藤本作画
ユカリのボーイフレンド。誕生日は3月10日。『オバケのP子日記』の数話のみに登場。
キザ子　※藤本作画
ユカリと岩見の友人。海外旅行に出かけることを自慢する。

### オバQのオトボケ戯評
2頁の時事記事内で連載された1コマ漫画。『ボーイズライフ』1966年4月号 - 12月号。

### 劇画・オバQ
「劇画・オバQ」（げきがおばキュー）は『オバケのQ太郎』のエピローグ的な読切短編。初出は『ビッグコミック』（小学館）1973年2月25日号。
藤本が、マージョリー・キナン・ローリングスの小説『子鹿物語』からヒントを得たといわれている作品。ジョディ少年と、フラッグと名付けられた野生の子鹿との出会いと別れという、楽しかった少年時代への決別を描いたこの作品を、誰もが知る少年時代の象徴ともいえる「オバQ」に置換。短編としてまとめあげる事ができたという。「Q」の旗（ = フラッグ）が、この作品同士の繋がりを示すキーワードとなっている。作中には、この旗を印象付けるために、シリーズ本編のエピソード「オバQ王国」の1シーンが引用された。ただし、このシーンに出てくる「Q」の旗はこの作品用に追加で描かれたもので、本来の「オバQ王国」にこの旗は出てこない。
タイトルに「劇画」と謳っている通り、劇画タッチのリアルな絵柄が用いられている。Q太郎は服の皺が誇張され哀愁が漂い、写実的に描かれた正太達に混じったQ太郎の姿は妙な違和感がある。本作が発表された時期は劇画ブームの最中で、藤本が得意とする生活ギャグ漫画が週刊少年誌で人気を得られなくなっており、落ち込んでいた時期でもあったという。
この時期には他作家を含めて「劇画」を冠する作品が数多く発表されており、藤子自身も1970年から『毛沢東』を連載し、1971年に『劇画・毛沢東伝』の単行本を刊行して注目されている（安孫子単独作）。また、本作『劇画・オバQ』の翌月からは『劇画・無名くん』（安孫子単独作）が2か月連続で発表されており、「劇画」を冠する作品を描くこと自体が一種のブームとなっていたことが分かる。
『劇画・オバQ』はほぼ全編が劇画タッチで描かれているが、酔った勢いで全員がハカセの計画に賛同して「Q」の一文字が書かれた旗を掲げ「俺たちは永遠の子供だ、同志よ集え、この旗の下に」と叫ぶ一コマのみ本来のタッチで描かれている。
本作は『オバQ』の最終回ではない。本作の掲載時には『めばえ』にて『オバケのQ太郎』の連載が継続しており、それが終了するのは約1年後のことである。最後に描かれた「オバQ」の漫画作品は1976年に『月刊少年ジャンプ』に掲載された読切作品である（月刊ジャンプ版を参照）。
また、上記の「オバQ王国」の旗のほか、ゴジラの継いだ家業が酒屋ではなく乾物屋という点や、当時無人島に居なかったはずのよっちゃんが他の仲間と一緒に思い出話に花を咲かせているシーンがあるなど本編と異なる設定があり、あくまで「外伝」「自己パロディ」的なものである。

#### あらすじ
序盤から中盤
大人になり大会社のサラリーマンとなった大原正太（正ちゃん）は、旧友の博勢（ハカセ）から脱サラを勧められ悩んでいたところ、15年ぶりに人間界に帰ってきたQ太郎と街角で再会する。Q太郎は正太夫妻が暮らす家庭で寝泊まりすることになるが、正太の妻は大食らいで厚かましい態度のQ太郎を煙たがる。
再会から2日後、Q太郎が戻ってきたことを知ったかつてのガキ大将・ゴジラが、よっちゃんとキザ夫ら仲間達を呼び寄せて酒宴を開く。
終盤
酒が進み昔話に花が咲く中、博勢が子供の頃の夢を失わず自分の可能性を限界まで試したいと語ったことで場が熱気を帯び皆が同調。全員が博勢の新事業に参加することを決め「おれたちゃ永遠の子どもだ!」と団結を誓い合う。
結末
翌朝、妻から妊娠を告げられた正太は、前夜の誓いをすっかり忘れて浮かれて出勤。その様子を見たQ太郎は、「と　いうことは……正ちゃんはもう子どもじゃないってことだな…………」とつぶやき大空へ飛び去って行く。

#### 登場人物
Q太郎
オバケの世界の学校を卒業後、父にコネでのオバケ銀行への就職をもちかけられたが、変わったことがやりたかったため人間の世界に再びやってきた。15年ぶりに正太たちと再会し、互いに喜び合う。
大原正太（正ちゃん）
大企業のサラリーマン。
正太の妻
一軒家で正太と暮らしている。Q太郎とは面識がなかったが、正太から子供の頃の思い出話として何度も聞かされていた。最初はQ太郎を歓迎するも、大飯喰らいで居候しているだけのQ太郎を疎ましく思うようになる。作中に仕事をしている描写はない。
博勢（ハカセ）
正太の旧友。新事業を興すため正太に協力してほしいと考えている。頭はいいが人までいいため、手がける事業は失敗ばかり。
ゴジラ
正太の旧友で乾物屋の店主。Q太郎との再会をきっかけに、かつての仲間たちを集めた同窓会を企画した。
木佐キザ夫
正太の旧友。外見が大きく変わっているが、キザな見た目からQ太郎は一目でキザ夫だと見抜いた。
よっちゃん
正太の旧友。2児の母。
台詞でのみ近況が語られるキャラクター
作中のQ太郎の台詞にて、ドロンパはアメリカへ、U子は柔道修業でオランダへ、正太の父は定年退職後に郷里へ、正太の兄・伸一は転勤で北海道へ行ったことが記されている。神成さんは他界。

### ペケポコバケラッタ
オバQ番外編『ペケポコバケラッタ』の題名と、「O次郎の恋物語」の副題で『小学六年生』1973年6月号に掲載された12頁の短編。ドロンパの妹・ペロンパ（下記を参照）に恋をしたO次郎の物語。題名の「ペケポコ」は「愛してる…」、「バケラッタ」は「愛してない…」の意。

#### 登場人物
ペロンパ
趣味の切手集めのために来日したドロンパの妹。クリッとした大きな目と、ポニーテール、ペロッと出した舌が特徴。O次郎の初恋相手。まだ幼児であり、「ペケポコ」としかしゃべらない。O次郎と会話をする時は、ドロンパからQ太郎と二重通訳。ドロンパと同じく犬を怖がることはない。登場は本作のみ。

### その他の『オバQ』未来話
別れから15年後が描かれた『劇画・オバQ』の発表以前にも、小学館の雑誌の企画によって本作の未来を描いた漫画が複数発表された。いずれもQ太郎をはじめとするオバケ達の変化は少ない（一部を除く）。ここでは発表した順に紹介する。

7年後（7年あとのQちゃん一家）
『週刊少年サンデー』1966年41号で、創刊7周年を記念して、連載漫画家によるキャラクター7年後を予想した漫画が掲載された。紹介した中では唯一のストーリー漫画。
これによると、正太は高校生になり、大学受験で忙しくなってQ太郎と遊ばなくなり、伸一は新米サラリーマンになり、パパは顔にしわが出た他はあまり変化がなく、ママは太った体になった。
20年後（20年後のオバケのQ太郎）
「小学四年生」1967年2月号で、読者が大人になる頃を予測した企画が行われ、本作も一コマ漫画形式で20年後を紹介した。
これによると、正太は職業は不明であるが大人になっても漫画の愛読者、伸一は依然としてサラリーマンだが通勤には自家用飛行機を使用、パパは頭がスキンヘッドになり、ママは20年前と同じ体格だが白髪になっている。
またここでは街の人たちの20年後も紹介、ハカセ・ゴジラ・キザオ・よっちゃんは成長するも、職業が判明しているのは発明家となっているハカセだけ。神成さんはまだまだ元気でゴルフに凝りだし、小池さんは和服を着用するも依然としてラーメンを食べている。
このほか、P子がやや大きくなって美容院で髪をカール、またQ太郎は「23歳」、P子は「22歳」であることが判明している。
4年後（『オバケのQ太郎』あれから四年…）
『ビッグコミック』1969年3月号で、「おお!!なつかしのキャラクター 人気者その後…」という企画が行われ、人気漫画のその後が掲載。本作は1965年当時と、4年後の1969年現在のキャラの変化を写真で紹介した。
これによると、正太は長身になり、伸一は大学入試にパス（ただし喜びのあまり熱を出し写真に写らず）、パパは若く見られたいために髭を剃り、ママは「7年後」同様に太っている。
オバケに関しては、ドロンパはアメリカに帰国し、P子はスカートが更に短くなり網タイツを着用、U子は柔道三段となり、整形手術を受けて顔が一新、そしてQ太郎はグループ・サウンズの影響で3本毛を伸ばしており、また水木しげるや楳図かずおのお化け漫画の愛読者へと変わっている。

## コラボ漫画

### いれ歯をさがせ
藤子、赤塚不二夫、つのだじろうの合作。『オバケのQ太郎』『おそ松くん』『ブラック団』のコラボ漫画（全2頁）。Q太郎、正太、ブラック団（カポネこと可藤骨蔵、タロウ、ジロウ）、イヤミ、ヒゲトラ刑事が登場する。1964年12月に発売された『週刊少年サンデー』1965年3＋4号の特集記事「大爆発!!まんがの爆弾」内に掲載。「藤子・F・不二雄大全集」『オバケのQ太郎』4巻の巻末に収録。

### ギャハハ三銃士
『いれ歯をさがせ』に続く、藤子、赤塚、つのだの合作コラボ漫画。『オバケのQ太郎』『おそ松くん』『ブラック団』のキャラクターたちが登場する。『西遊記』をモチーフにしている。1965年12月に発売された『週刊少年サンデー』1966年正月増刊号に掲載。「藤子・F・不二雄大全集」『オバケのQ太郎』4巻の巻末に収録。

### オハゲのKK太郎
題名の読みは「オハゲのケケたろう」。Q太郎とチビ太の競演漫画。「え・藤子不二雄 赤塚不二夫」名義（藤本と赤塚の合作）。『週刊少年サンデー』1966年10号に掲載された（『おそ松くん』のおまけコーナー「週刊アカツカ」枠内に掲載）。『おそ松くん』竹書房文庫版22巻、及び「藤子・F・不二雄大全集」『オバケのQ太郎』5巻の巻末に収録。

### Qちゃん パーマンになる!!
『パーマン』とのコラボ漫画。Q太郎、パーマン2号、カバオ、サブが登場する。Q太郎以外は全員安孫子が作画を担当しているキャラクターで、本作のQ太郎も藤本は作画していない。『週刊少年サンデー』 1967年5月14日号に掲載された企画頁「週刊パーマン」内に掲載。

### オバＱ縁日横丁
『オバQ』をはじめとした藤子不二雄の12作品の主要キャラクター達が大勢で縁日を楽しんでいる様子が描かれた漫景。『中日新聞』1975年1月1日付に掲載された『マンガ昭和50年まつり』の中の1作品。作中に登場する他の藤子作品は『フータくん』『忍者ハットリくん』『怪物くん』『パーマン』『ウメ星デンカ』『ドラえもん』『マボロシ変太夫』『魔太郎がくる!!』『バケルくん』『プロゴルファー猿』『みきおとミキオ』。

## アニメ
3度にわたってテレビアニメ化された。

## 映画
劇場用アニメ映画として2作品が公開された。
- オバケのQ太郎 とびだせ! バケバケ大作戦（1986年）
- オバケのQ太郎 とびだせ! 1/100大作戦（1987年）

## ゲーム
オバケのQ太郎 ワンワンパニック
1985年12月16日、バンダイより発売。ファミリーコンピュータ用ソフト。アクションゲーム。
原作漫画とほとんど関係の無い世界観、Q太郎のあらゆる動作の鈍さなどからゲームとしての評価は低い。Q太郎の天敵である犬の攻撃が非常に早く、1面をクリアするのも難しいほどのゲームバランスの悪さとなっている。

## キャラクター商品・関連企画
アニメ1作目が空前のヒットとなり、以後数多くの関連商品が作られた。
アニメ1作目
不二家の一社提供のため、不二家からオバQのお菓子が発売された、当初はアニメ開始前に風船ガム「オバQフーセンガム」が発売されたが、アニメ開始と同時に板チョコ「オバQチョコレート」や、「オバQキャンディー」を追加発売、やがてキャラメルを始め、ピーナッツチョコ（板チョコ、チョコボール）や糖衣チョコも発売、いずれのお菓子にも、様々なおまけが付いていた。また懸賞も盛んに行われ、1965年から1966年にかけて、オバQお菓子の包み紙を贈ると、オープンリールテープレコーダーやオバQラジコン人形が当たる懸賞が行われていた。さらに1966年にはオープン懸賞として、「オバQといっしょにケニヤに行こう!」「Qちゃんとオトギの国デンマークへ行こう」が行われた（インド航空協賛）。これは葉書にオバQ（「デンマーク」ではP子でも良い）の似顔絵を描いて応募すると、抽選でケニア旅行やデンマーク旅行といった海外旅行が贈られるもので（「ケニヤ」の時は8ミリカメラが副賞）、海外旅行がまだ「高値の花」と言われたこの時期では、一際注目を浴びた。なお原作者の藤子不二雄は双方の審査員を担当し、旅行に同行した。また「デンマーク」の時は、「週刊少年サンデー」1966年28・29号で藤子不二雄が懸賞前にデンマークへ偵察に出かけた事を報告すると、似顔絵懸賞の説明と参考のための「オバQの描き方」（P子の描き方は無し）の記事を発表、そして旅行後の「週刊少年サンデー」1966年48号に、藤子・F・不二雄風の男性がデンマーク旅行に行った時の土産話を語る作品「デンマークに負けるな」を発表した。
1966年暮れには『オバQクリスマス』というレコードが発売された（P子や正太も登場するコロムビア盤と、Q太郎のみが歌う勁文社盤がある）。スポンサーの不二家が『オバQ』を通じて自社のケーキを買ってもらおうというタイアップ企画でもあり、ペコちゃんとQ太郎がクリスマスソングを歌う、景品のソノシートも制作された。
アニメ2作目
再び不二家がスポンサーに付き、新たなオバQお菓子を発売、更にかつての「ケニヤ（デンマーク）へ行こう」と同様の似顔絵懸賞を行ったが、アニメ開始1ヶ月後の1971年10月よりオープン懸賞の上限は百万円まで」となったため、賞品は海外旅行ではなく、ギフト旅行券となった。また、新たにプリマハムがスポンサーに加入し、「オバQウインナー」などのキャラクターソーセージを販売した。なおプリマハムは1972年9月限りで任天堂と交代したが、その後も番組終了まで販売した。
アニメ3作目
不二家は参加せず、同業者のロッテがスポンサーに付いた。
また2作目と3作目の間の1976年には、ポピー（現：バンダイ）の「超合金」のシリーズ企画で、懐かしの漫画キャラ・アニメキャラ・おとぎ話キャラをフィギュア化した「名作シリーズ」の一環として、オバQの「超合金」が発売。オバQを立てる台座やP子人形が付属しており、P子を背中に乗せたり、背中のボタン操作で口が開き、舌が出るギミックが付いていた。後年、『ドラえもん』『怪物くん』『パーマン』といったシンエイ動画版藤子アニメが放送された時は、ポピー→バンダイから「超合金」人形が発売されたが、本作のシンエイ版が放送された時は、オバQの「超合金」は発売されず、「名作シリーズ」版が唯一の「超合金」となった。

## 本作のキャラクターが登場する他の作品
国民的人気漫画であったことから、「オバQ」や「Q太郎」という名称や絵が登場したり、作中人物がQ太郎に扮したり、漫画やアニメのモブシーンに顔を出す作品は多数ある。ここでは「セリフのあるキャラクターとして登場するもの」「制作当時の社会風俗として登場しているもの」に限定する。

### キャラクターとして登場するもの

#### 漫画
藤本単独作
- 『ドラえもん』（セリフのあるもの）

「なんでも空港」（てんとう虫コミックス32巻）、「不運はのび太のツヨーイ味方!?」（てんとう虫コミックス『ドラえもん プラス』1巻）、「のび太のドラビアンナイト」（『大長編ドラえもん』11巻）
このほかモブキャラとして「ほんもの図鑑」（てんとう虫コミックス6巻）、作中世界のテレビ番組として「おりたたみハウス」（てんとう虫コミックス24巻）、「ジャイアンよい子だねんねしな」（てんとう虫コミックス27巻）、「カチンカチンライト」（てんとう虫コミックス38巻）、「ジャイ子の新作まんが」（てんとう虫コミックス44巻）、スネ夫のコレクションとして「ポスターになったのび太」（てんとう虫コミックス33巻）に描かれている。
安孫子単独作
- 短編『小池さんの奇妙な生活』 - 冒頭の場面に近所の住人としてQ太郎（安孫子が作画）が登場する。

他の作家によるもの
- ヨシダ忠（元・藤子・F・不二雄アシスタント）による小学館の学習雑誌『小学一年生』の1974年版なぞなぞ漫画および付録の豆本 - この漫画および豆本の主役は「なぞえもん」という、ちょんまげ頭の小学生であるが（首から下は現代の普段着、舞台も現代で、通っている小学校でちょんまげは彼一人だけ）、Q太郎が同居しており、仲間のオバケたちもなぞなぞを出す話の都合上出演している。大原家は登場しない。

### 社会風俗として登場しているもの

#### 漫画
- 長谷川町子『サザエさん』 - カツオがサザエのエプロンにいたずらでオバQを書き、追い回される回がある。

#### 映画
- 『哀愁の夜』（1966年、日活） - 和泉雅子扮する美沙緒が経営するアニメ制作プロダクション「Qプロダクション」では『オバケのQ太郎』のテレビアニメを製作している。劇中で主演の舟木一夫と二人でスライドで『オバケのQ太郎』を見るシーンがあり、従業員一同で『オバケのQ太郎』の主題歌を合唱するシーンなどがある。

- 『喜劇 駅前漫画』（1966年、東京映画） - Q太郎とP子らがアニメと着ぐるみで登場。劇中に登場する玩具工場では当時のオバQグッズが作られている。その工場の社長（伴淳三郎）の息子は久太郎（頭師佳孝）という名で、いつもオバQの「Q」の字と唇をモチーフにした白いトレーナーを着ている。この作品に登場する漫画工房で描かれている漫画は『おそ松くん』である。なお久太郎役の頭師がレギュラー出演し本作と同じくTBS系列にて放送されていたテレビコメディ『いとはんと丁稚どん』（朝日放送制作）の、第26話（1966年4月18日放送）に「大松とオバQの巻」という話があるが、どのような内容かは不明。

## 本作に由来する愛称を持つもの

### 人物
- 高橋尚子 - 「Qちゃん」のあだ名で呼ばれている。その由来は、リクルート（当時）の陸上部新入部員歓迎パーティーで、全身にアルミホイルを巻き、カラオケで『新オバケのQ太郎』の主題歌を歌ったことによる。[要出典]
- 田代富雄 - 「オバQ」の愛称があった元大洋ホエールズ選手。プロ入りした1973年に間の抜けたような受け答えをしたことから、当時の2軍コーチだった沖山光利に「オバQみたいなヤツだな」と言われたことが「オバQ」と呼ばれた始まりだった。それまで言われていた、その風貌（田代はむしろ目は小さい）や「オバケのように打球が遠くへ飛んでいく」などの説は違うという[31]。当時、打席に立つ時にアニメのテーマ曲がエレクトーンで演奏された時期もあった。
- 栃乃和歌（元・大相撲力士、現・春日野親方） - その風貌と厚い唇から兄弟子の舛田山（現・千賀ノ浦親方）から「Qちゃん」と呼ばれていた。後に、そのあだ名が広まり「角界のオバQ」と呼ばれるようになった。

### 自動車
- いすゞ・BU - 1960年代から1970年代に製造された観光バスで、川崎重工業（1969年までの川崎航空機、のちの川重車体工業）が製造したボディは、前面がQ太郎に似ている（特にヘッドライト周りがQ太郎の唇に似ているという）理由で「オバQ」の愛称が付いた車がある（詳細は該当項目参照）。なお、ユーザー側の希望により、日野自動車[32]や三菱自動車工業（三菱ふそう）のシャーシに同型のボディを架装した例も若干あった。

## 単行本など
- 「△」印が付いたものは2010年現在、全て絶版[注 35]。
- 「◆」印が付いたものは電子書籍版も刊行。
- 「○」印が付いたものは、1990年代前半から2009年6月までの本作の単行本が入手しづらかった時期に刊行されたもの。

### 単行本
- △『おばけのQたろう』〈小学館の絵文庫コミックシリーズ〉全3巻（1965-1966年） - 収録作は描き下ろし（一部は藤子以外が担当）。
- △『オバケのQ太郎』 虫プロ商事〈虫コミックス〉全12巻（1969-1970年）
- △『オバケのQ太郎』（傑作選） 小学館〈てんとう虫コミックス〉全6巻（1976-1977年）
- △『オバケのQ太郎』（藤子不二雄自選集）小学館 全2巻（1981-1982年）
  - 1巻は『オバケのQ太郎』、2巻は『新オバケのQ太郎』より収録。
- △『新オバケのQ太郎』 小学館〈てんとう虫コミックス〉全4巻（1975-1976年）
- △『Q The Spook』（オバケのQ太郎 英訳版） ラボ教育センター（1971年）
- ◆『オバケのQ太郎』小学館〈てんとう虫コミックス〉全12巻（2015-2016年）
  - 「藤子・F・不二雄 藤子不二雄Ⓐ」名義。1969年の虫コミックス版を新しい装丁で復刊。電子書籍配信も同時に実施[33]。藤子・F・不二雄大全集における原稿スキャン版を元に版が作られた。
  - 第1巻 ISBN 978-4-09-142048-0 - 2015年7月24日発売。
  - 第2巻 ISBN 978-4-09-142049-7
  - 第3巻 ISBN 978-4-09-142050-3
  - 第4巻 ISBN 978-4-09-142058-9
  - 第5巻 ISBN 978-4-09-142059-6
  - 第6巻 ISBN 978-4-09-142060-2
  - 第7巻 ISBN 978-4-09-142069-5
  - 第8巻 ISBN 978-4-09-142070-1
  - 第9巻 ISBN 978-4-09-142082-4
  - 第10巻 ISBN 978-4-09-142083-1
  - 第11巻 ISBN 978-4-09-142084-8
  - 第12巻 ISBN 978-4-09-142085-5 - 2016年4月28日発売。
  - 第12巻 すごろく付き限定版 ISBN 978-4-09-159229-3 - 「別冊少年サンデー」1967年1月号の付録「サンデーゲーム盤」を49年振りに復刻。同ゲーム盤には「ラッキーレース」と、赤塚不二夫作成の「おそ松くん買い物ゲーム」、そしてオバQ、ドロンパ、P子が世界一周する双六「Qちゃんすごろく」[注 36]が掲載されている。
- ◆『新オバケのQ太郎』 （新装版） 小学館〈てんとう虫コミックス〉全4巻（2018年）
  - 4月から7月にかけて刊行。「藤子・F・不二雄」名義[注 37]。

### 全集
- △『新編集オバケのQ太郎』 中央公論社〈藤子不二雄ランド〉全20巻（1985-1987年）
- △『新オバケのQ太郎』 中央公論社〈藤子不二雄ランド〉全7巻（1989年）
- ◆『オバケのQ太郎』小学館〈藤子・F・不二雄大全集〉全12巻（2009-2011年）
  - 「藤子・F・不二雄 藤子不二雄Ⓐ」名義。7月24日より刊行。
- ◆『新オバケのQ太郎』小学館〈藤子・F・不二雄大全集〉全4巻（2011-2012年）

### 総集編
- 『オバケのQ太郎』虫プロ商事〈別冊ベストコミック〉（1971年）

### 単行本形式の付録
- ○熱血!!コロコロ伝説『新オバケのQ太郎』（別冊付録）2007年5月25日発売

### 別名の書籍への収録
『オバケのQ太郎』という書名が含まれない書籍に収録された作品を記す。
- ○『劇画・オバQ』は複数のSF短編の単行本に収録されている。
- ○『新オバケのQ太郎』の一編「サテハラタカ」（小学館ワンダーライフ・スペシャル『藤子・F・不二雄の世界』） - 1997年。
- ○『オハゲのKK太郎』（竹書房文庫 『おそ松くん』22巻） - 2005年。
- ○『ギャハハ三銃士』（赤塚不二夫漫画大全集 オンデマンド版 1960年代 その2 Web注文のみ） - 2005年。

### 長期にわたる絶版
本作は1990年前半から新刊が書店に出回らない状態になり、古本の価格が高騰した。「作品が封印されたのでは」と様々な憶測が語られたが、2009年7月から藤子・F・不二雄大全集（小学館）で本作のほぼ全作品が刊行されたことで、「作品数が膨大なので出版に時間がかかっているだけ」という藤子・F・不二雄プロ（以下藤子プロ）の過去のコメント（#絶版の理由の推測を参照）が証明された形となった。
藤子Ⓐ側は「かねてから許諾していた」とコメントしているため、刊行が遅れた原因は「藤子Ⓐ側と藤子・F側の権利問題」ではない。藤子Ⓐ側は実際に、藤子不二雄ランドの全巻復刊に向けて動いている（2002年に藤子不二雄Ⓐランドとして149巻のみブッキングから復刊されたが、藤子プロが許諾していれば本作を含む全301巻が復刊されていた）。一方、藤子・F・不二雄大全集は藤子・F・不二雄ミュージアムの開館に間に合わせるため、遅くとも2008年には小学館内で刊行が準備されていた。
「1992年以降、藤子・F作品の単行本はほぼ小学館のみから発売されている」「2002年にブッキングからは刊行不可だった」という事実は、小学館内で準備が整う2009年まで本作が刊行されなかった理由の一端を表している。
以下に、絶版状態が長く続いた理由として2009年までに語られた様々な推測を記す（ライターの安藤健二が著書に記した情報が中心）。

#### 絶版の理由の推測

##### 著作権説
本作は藤子不二雄の2人のほかに、石森章太郎やスタジオゼロが関わっている。藤子不二雄がそれぞれ独立し、さらに石森、スタジオゼロが関わっているため、四者の間で著作権料の割合で揉めていたのではないかという説。
両者にアシスタントとして携わったえびはら武司は自伝的自著『まいっちんぐマンガ道』の中でこれに近い説明をしている。前述の通り本作は藤子不二雄の事実上最後の合作であり、独立後に代理人を立てての法的な話し合いが始まった。また石ノ森らとの話し合いのほか、紛失原稿が多すぎること、そして後述の差別表現などの描き直しが膨大であること、これら全てをクリアーするためのハードルが多く、再版まで時間がかかってしまったとした。
ただし、台湾や香港では1997年頃までは公式に単行本が発売されており、アニメ（3作目）は、絶版中も独立前の「藤子不二雄」とクレジットが入った上でCSなどで再放送されていたり、石森が参加しているのは『少年サンデー』版のみで、それ以外の雑誌でのよっちゃん、ゴジラは藤本が描いているため漫画の単行本が出ない理由とするにはこの説は弱い。また、石森・安孫子・藤本による合作（風田朗とスタジオゼロ名義。鈴木伸一とつのだじろうも関与していた）の『レインボー戦隊』は、現在石ノ森のプロダクションである石森プロに権利があるが、「石ノ森章太郎萬画全集」でいち早く復刊された。
安藤は『新潮45』（新潮社）2004年11月号でこの問題を取り上げ、追加取材を行なって『封印作品の謎2』として2006年に出版。それによると、スタジオゼロから独立前の藤子不二雄と藤子スタジオへ著作権は戻され、石森プロも「『オバケのQ太郎』の著作権に関して主張したことはない」として、石ノ森やスタジオゼロとの著作権問題という説は否定されている。小学館では「作者サイドが表に出さないことにしている」と主張。原作者サイドの藤子スタジオは「藤子プロに任せている」、藤子プロは「権利問題ではなく作者の意志を守りファンを優先に活動している」、「作品数が膨大なので今はたまたま出していないだけ」という見解であった。

##### 遺族の意向説
藤本の遺族（藤本夫人は藤子プロの現会長でもある）は、当時と現在の価値観の違い（差別描写説参照）から、故人の作品が表に出ることを警戒している（漫画コラムニストの夏目房之介も同様の見解をしている）。藤本本人が他界してから『藤子・F・不二雄大全集』が出版されるまでの間は、短編集や一部の児童向け作品が出版されたのみであった。また、全集『藤子不二雄ランド』も、Fの没後はⒶの作品だけを集めた『藤子不二雄Ⓐランド』として復刊され、Fの作品は復刊が見送られた。
また他にも、藤子両人は独立後も仲が良かったものの、Fの遺族とⒶ（2022年没）の親族が実は不仲であり、権利の取り分で揉めていたという説もある。安藤も『封印作品の謎2』において「藤子両人の周囲で起きている感情の問題が、封印の理由の一つではないか」と指摘している。
2007年、安藤の『封印作品の謎2』が『封印作品の闇』と改題の上文庫化された際、小学館の元幹部への追加取材がなされた。それによると、Ⓐの側は再版の許諾を早くから出していたが、F夫人が「FとⒶが共同で著作権を持つ作品を今は出したくない」との意向を持っていたためそれを拒否していた、と安藤は結論づけている。

##### 差別描写説
1980年代半ばより始まった差別表現への抗議やそれに対しての自主規制が原因だとする説。黒人差別が原因だとする説と差別用語が原因とする説、またはその両方が原因だという説もある。
1980年代に「黒人差別をなくす会」という団体が黒人の描写について差別的だと多くの出版社に抗議をした際、本作もその対象となり、てんとう虫コミックスと藤子不二雄ランドのうち「国際オバケ連合」の話を含む巻が回収された。これは、該当話に登場する「バケ食いオバケ」が人食い人種を思わせると抗議を受けたためである。そしてこれ以降、『オバケのQ太郎』の増刷は全面的に停止した。
同様にして一時絶版になった藤子作品に『ジャングル黒べえ』がある。きっかけとしてはこの「黒人差別をなくす会」による抗議が原因と言われているが、『封印作品の謎2』によると、この時回収されたのは「国際オバケ連合」が収録された巻のみで、作品全てを封印する理由には繋がらないとしている。なお、後に「国際オバケ連合」は藤子・F・不二雄大全集第4巻およびてんとう虫コミックス（新装版）第9巻に収録されているが、「人食い人種」というセリフについては別の表現に差し替えられている。
また、本作の初出時の版では「きちがい」「こじき」など、現在では放送禁止用語とされる語が多く使われている。これらについて出版社の圧力は避けたいということなかれ主義で出版を止めていたという説もある。だが、同様の表現がされている作品としては『パーマン』や初期の『ドラえもん』などもあるものの、それらについては単行本の重版から該当する話を削除したり、セリフや表現を修正している（これは藤子・F・不二雄大全集においても例外ではない）ため、作品の全面封印の理由としては根拠が薄い。